# 量热法

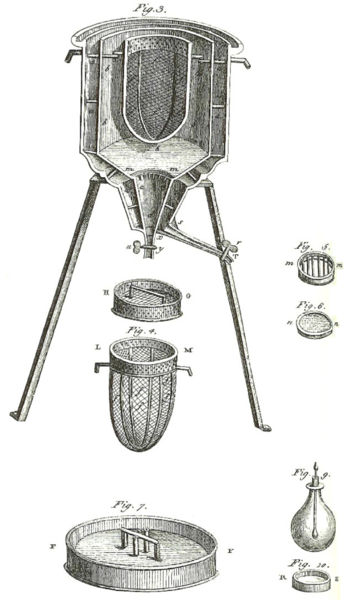
安托万-洛朗·德·拉瓦锡与皮埃尔-西蒙·拉普拉斯在1782年至1783年间使用了世界上第一个冰量热计，测定在不同化学反应中的热量；后续的计算基于約瑟夫·布拉克早先时期发现的潛熱。这些实验标志着热化学的开端。

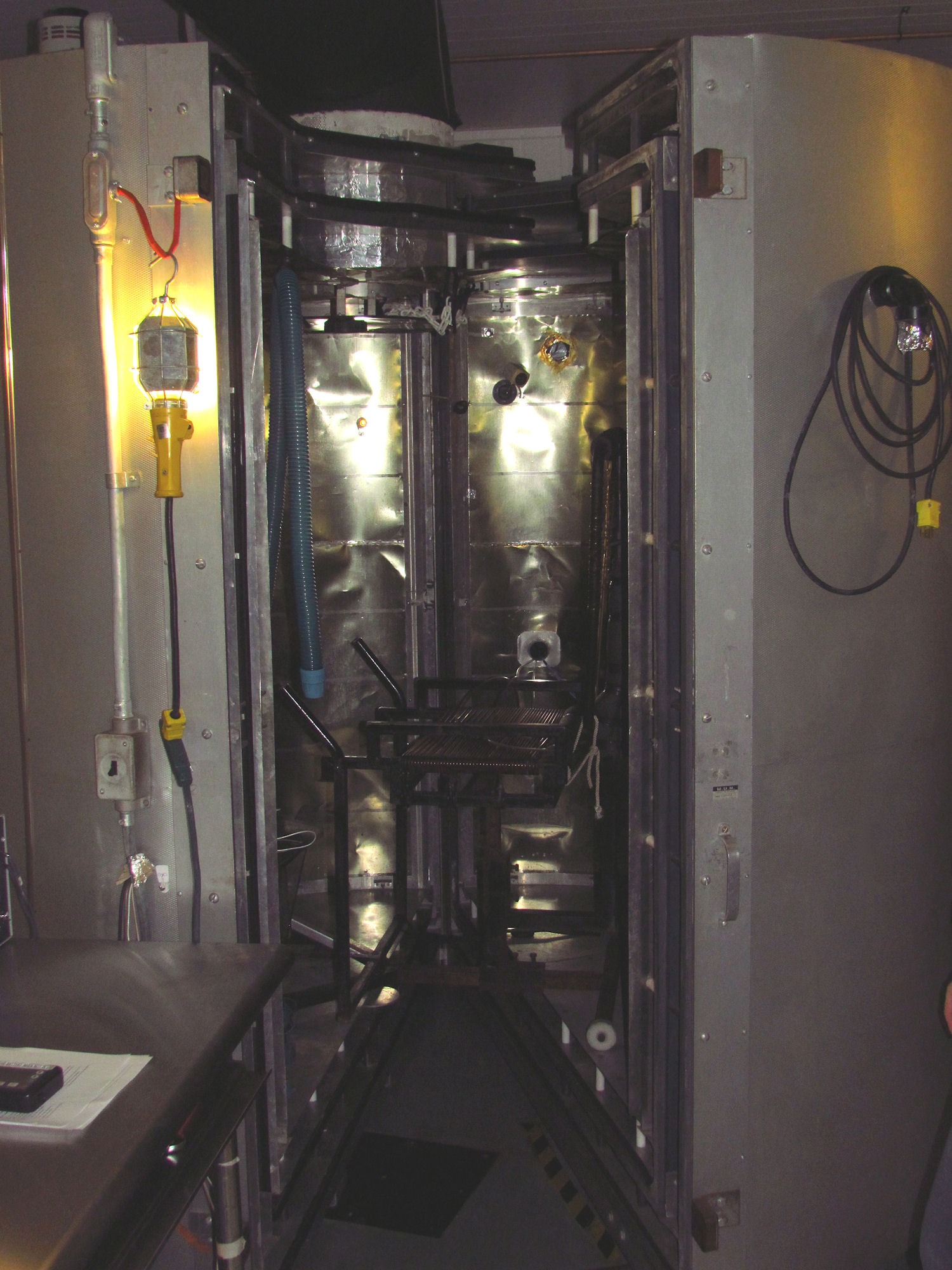
渥太华大学斯内伦直接量热室

间接量热新陈代谢车正在测量一个自主呼吸的研究对象的呼吸耗氧量和二氧化碳制造量。

量热法或量热学（英語：Calorimetry）是测定因诸如化学反应、物理变化或相變之类的原因，一个物体在传热时状态变量发生的变化的一种方法或者一门科学。量热的过程会使用到热量计。苏格兰医生兼科学家約瑟夫·布拉克是第一个将熱量和温度区分开来的人，人们认为他是量热学的创始人。